# Disk Me
«Disk Me» es un sencillo de la cantante y drag queen brasileña Pabllo Vittar. Fue lanzado el 5 de octubre de 2018 como el primo sencillo de su secondo EP de estudio, Ressuscita (2018), a través de BTM Produções Artísticas.
La canción presenta elementos de brega funky y kizomba angoleña, mientras que el video fue influenciado por aspectos de la cultura latina y el estilo de cantantes internacionales, como Lana Del Rey.

## Certificaciones
| Organismo         | Certificación | Ventas  |
| ----------------- | ------------- | ------- |
| Pro-Música Brasil | Diamante      | 300 000 |